# IPTVT MicroTim
IPTVT MicroTim (MicroTim) је кућни рачунар, производ фирме IPTVT (Traian Vuia Polytechnical Institute) који је почео да се израђује у Румунији током 1988. године.
Користио је Z80 клон као централни микропроцесор а RAM меморија рачунара MicroTim је имала капацитет од 32, 64 или 128 KB. 

## Детаљни подаци
Детаљнији подаци о рачунару MicroTim су дати у табели испод.
|                       |                                                                              |
| [ 1 ]                 |                                                                              |
| Произвођач            |                                                                              |
| Тип                   | кућни рачунар                                                                |
| Меморија              | 32, 64 или 128 KB                                                            |
| Поријекло             | Румунија                                                                     |
| Година                | 1988                                                                         |
| Тастатура             | необична тастатура. 40 тастера. Функције + команде са ознакама поред тастера |
| Процесор              |                                                                              |
| Фреквенција процесора | 2 MHz, касније до 3,5 у TimS                                                    |
| RAM                   | 32, 64 или 128 KB                                                            |
| ROM                   | 16+4 BIOS, касније до 32+4                                                   |
| Текст                 | 32 стубова x 24 линија                                                       |
| Графика               | нема, само текстуални приказ                                                 |
| Боја                  | 8                                                                            |
| Звук                  | 1 глас                                                                       |
| Димензије             | непознато                                                                    |
| Портови               |                                                                              |
| Оперативни систем     |                                                                              |